# Маршалл, Фрэнк (пианист)
Фрэнк Ма́ршалл Кинг (Frank Marshall King; 28 ноября 1883 года, Матаро, Испания — 29 мая 1959 года, Барселона, Испания) — испанский пианист, композитор и музыкальный педагог. Сын англичанина, работавшего в Испании.
Ученик Энрике Гранадоса, Маршалл в дальнейшем стал его ближайшим помощником в основанной Гранадосом в Барселоне в 1901 году музыкальной академии, а после смерти Гранадоса в 1916 году возглавил её. В дальнейшем руководство академией перешло к главной ученице Маршалла Алисии де Ларроча, а сама академия была переименована в Музыкальную Академию Гранадоса-Маршалла. Начиная с 1906 года Маршалл гастролировал по Европе, получил признание как исполнитель и специалист (в частности, в 1937 году он был приглашён в жюри Международного конкурса пианистов имени Шопена).
Маршалл почти не оставил записей, за исключением нескольких небольших пьес, записанных ещё в 1907 году, и ряда позднейших записей в качестве аккомпаниатора Кончиты Супервиа.